# Río Aguanaval
El río Aguanaval es un río de México. Nace por la confluencia de varios arroyos de la vertiente norte de la sierra de Zacatecas. Tiene 1,081 km de longitud, el área total de la cuenca es de 89 239 y en su recorrido recibe los nombre de río Trujillo, río Grande, río de Nieves, río Maravillas y finalmente Río Aguanaval. Desemboca en la región de La Laguna, donde sus aguas se utilizan para el riego. Antiguamente desembocaba en la laguna de Viesca, actualmente seca.

## Historia
El primer español que se conoce que conoció este río fue Don Alonso López de Lois, quien llegó a sus orillas en tiempos de crecida del mismo, por lo cual lo comenzaron a llamar como el "río de las grandes aguas corrientes", allí, Don Alonso López de Lois fundó el primer poblado a la orilla del río, al cual llamó "Santa Elena del Río Grande", hoy llamado como "Río Grande".
En mapas muy antiguos, el nombre de este río aparece como río del Buen Aval, se desconoce cuándo cambió a su actual nombre.